# Ак-Болаг-е Фарадж-Бейк
Ак-Болаг-е Фарадж-Бейк (перс. اق بلاغ فرج بيك) — село в Ірані, у дегестані Гендудур, у бахші Сарбанд, шагрестані Шазанд остану Марказі. За даними перепису 2006 року, його населення становило 0 осіб.

## Клімат
Середня річна температура становить 10,86 °C, середня максимальна – 29,79 °C, а середня мінімальна – -11,49 °C. Середня річна кількість опадів – 288 мм.
| Клімат поселення                              | Клімат поселення | Клімат поселення | Клімат поселення | Клімат поселення | Клімат поселення | Клімат поселення | Клімат поселення | Клімат поселення | Клімат поселення | Клімат поселення | Клімат поселення | Клімат поселення | Клімат поселення |
| Показник                                      | Січ.             | Лют.             | Бер.             | Квіт.            | Трав.            | Черв.            | Лип.             | Серп.            | Вер.             | Жовт.            | Лист.            | Груд.            |                  |
| Середній максимум, °C                         | 4,74             | 6,86             | 10,97            | 17,76            | 22,97            | 28,15            | 29,74            | 29,79            | 24,80            | 18,41            | 11,48            | 6,08             |                  |
| Середня температура, °C                       | −3,37            | −1,26            | 2,85             | 9,64             | 14,83            | 20,02            | 24,29            | 24,33            | 19,35            | 12,96            | 6,03             | 0,62             |                  |
| Середній мінімум, °C                          | −11,49           | −9,38            | −5,28            | 1,52             | 6,73             | 11,90            | 18,83            | 18,88            | 13,90            | 7,50             | 0,58             | −4,83            |                  |
| Норма опадів, мм                              | 46               | 43               | 53               | 37               | 28               | 5                | 1                | 1                | 0                | 6                | 27               | 41               |                  |
| Середньомісячна швидкість вітру, м/с          | 1.52             | 2.34             | 2.77             | 2.68             | 2.42             | 2.33             | 2.43             | 2.12             | 2.23             | 1.87             | 1.72             | 1.55             |                  |
| Середньомісячна сонячна радіація, кДж/м²·день | 9573             | 12678            | 15393            | 18614            | 22698            | 26993            | 25991            | 24341            | 21559            | 16204            | 11387            | 9341             |                  |
| --------------------------------------------- | ---------------- | ---------------- | ---------------- | ---------------- | ---------------- | ---------------- | ---------------- | ---------------- | ---------------- | ---------------- | ---------------- | ---------------- | ---------------- |
| Джерело:                                      |                  |                  |                  |                  |                  |                  |                  |                  |                  |                  |                  |                  |                  |